# Zhang Hong (patinage de vitesse)
Dans ce nom chinois, le nom de famille, Zhang, précède le nom personnel.
Pour les articles homonymes, voir Zhang.
Zhang Hong, née le 12 avril 1988 dans le Heilongjiang, est une patineuse de vitesse chinoise. Elle est notamment championne olympique sur 1 000 mètres en 2014. Elle est membre du Comité international olympique (CIO) depuis 2018.

## Palmarès

### Jeux olympiques d'hiver
| Épreuve / Édition   | 500 mètres | 1 000 mètres                   | 1 500 mètres | 3 000 mètres | 5 000 mètres | Mass start | Poursuite par équipes |
| JO 2014 Sotchi      | 4e         | Médaille d'or, Jeux olympiques | —            | —            | —            | —          | —                     |
| JO 2018 Pyeongchang | —          | 11e                            | —            | —            | —            | —          | —                     |

Légende :
- : première place, médaille d'or
- : deuxième place, médaille d'argent
- : troisième place, médaille de bronze
- : pas d'épreuve
- — : Non disputée par le patineur
- DSQ : disqualifiée

### Championnats du monde de sprint
- Médaille de bronze en 2012 à Calgary
- Médaille d'argent en 2014 à Nagano[2]